# スリランカ共産党
スリランカ共産党（スリランカきょうさんとう、シンハラ語: ශ්‍රී ලංකාවේ කොමියුනිස්ට් පක්ෂය、タミル語: இலங்கை கம்யூனிஸ்ட் கட்சி、英: Communist Party of Sri Lanka, CPSL）は、スリランカの共産主義政党。2004年の選挙に際しては政党連合統一人民自由同盟に参加し、同連合は225議席中105議席を獲得した。

## 党組織
共産主義者青年同盟という党青年部組織があり、世界民主青年連盟に加盟している。

## 出版物
シンハラ語の新聞Aththa（真実の意）とその英訳版Forward紙を発行していた。

## 外部サイト
- スリランカ共産党公式サイト （英語）